# ТЕС Єрнут
ТЕС Єрнут – теплова електростанція в Румунії у повіті Муреш. На початку 2020-х років має бути переведена на технологію комбінованого парогазового циклу.
У 1963 – 1966 роках на майданчику станції стали до ладу чотири блоки з паровими турбінами потужністю по 100 МВт, основне обладнання для яких постачили з Чехословаччини. В 1966-му та 1967-му ввели в експлуатацію два більш потужні блоки з паровими турбінами потужністю по 200 МВт, оснащені обладнанням із СРСР.
Як паливо станція використовує природний газ (її майданчику розташований у Трансильванії, котра є головним газовидобуваючим регіоном Румунії).
Для охолодження використовують воду із річки Муреш.
В 2017 році уклали угоду на спорудження нових генеруючих потужностей з використанням сучасної енергоефективної технології комбінованого парогазового циклу. При цьому будуть встановлені 4 газові турбіни General Electric 6FA, які через відповідну кількість котлів-утилізаторів General Electric живитимуть дві парові турбіни General Electric/Alstom. Загальна потужність цього обладнання становитиме 430 МВт, а паливна ефективність має складати 56,4%, що суттєво більше ніж у існуючих конденсаційних блоків (35 – 39%). Завершення проекту планувалось на 2020 рік, проте через певні проблеми у підрядника та епідемію коронавірусу сталась затримка. Як наслідок, напередодні зими 2020/2021 власник станції компанія Romgaz вирішила підготувати для тимчасової роботи раніше виведені блоки загальною потужністю 200 МВт (в 2016-му блоки №2 та №3 поставили на консервацію, а у 2019-му вивели зі складу ТЕС).